# Щербинка (станция)
Ще́рбинка — железнодорожная станция Курского направления Московской железной дороги в Москве. Находится в районе Щербинка Новомосковского административного округа. Входит в Московско-Курский центр по организации работы станций ДЦС-1 Московской дирекции управления движением. По основному характеру работы является промежуточной, по объёму работы отнесена к 3 классу. Входит в состав линии МЦД-2 Московских центральных диаметров. Станция открыта в 1895 году.

## Описание
Станция имеет 4 главных пути и один приёмоотправочный путь для приема поездов с вагонами в адрес станции, привозимыми со станции Подольск, а также для вывода вагонов с Подольского ППЖТ. Станция имеет две боковые высокие посадочные платформы на путях, предназначенных для движения пригородных и пассажирских электропоездов. Грузовые поезда идут по третьему и четвёртому пути. Пассажирские платформы расположены со смещением относительно друг друга. Платформа на втором пути (на Москву) смещена ближе к Москве, а платформа на первом пути смещена ближе к переезду. На обеих платформах расположены павильоны с помещением для билетной кассы. Примерно в середине платформ расположен надземный пешеходный переход с выходом на Железнодорожную улицу и на Бутовский тупик. Также особенностью станции является расположение съезда между главными путями между пассажирских платформ.
К станции примыкает множество подъездных путей, в том числе Щербинское испытательное кольцо, где испытывают новые ПС железной дороги и метрополитена. К южной горловине станции примыкает один из путей, обслуживаемых Подольским ППЖТ. Зачастую возникает необходимость выставить вагоны на 3-главный путь, что вызывает неудобство проследования нечетных грузовых поездов по этому пути на ходу (следуют по отклонению по съездам через 4-й путь с уменьшенной скоростью). На станции производится оборот пригородных поездов, следующих из Москвы. Большая часть этих поездов ходит в час пик, за исключением одной дневной пары. Для оборота используется зонный тупик, расположенный за переездом между I и II главными путями.
Остановочный пункт находится в 46 минутах езды от Курского вокзала, в 20 минутах езды от станции Царицыно (ближайшая станция с выходом к метро), в 8 минутах езды от станции Подольск. Относится к центральной тарифной зоне.
21 ноября 2019 года через станцию Щербинка открылось движение поездов по линии МЦД-2 Московских центральных диаметров, после запуска которого рейсов от/до станции Щербинка почти не осталось.
В 2020 году было объявлено о реконструкции станции, которая началась в 2022 году.
16 января 2025 года завершилась реконструкция здания московского городского вокзала. Станция оборудована эскалаторами, лифтами, туалетными и пеленальными комнатами. 

## Фотографии

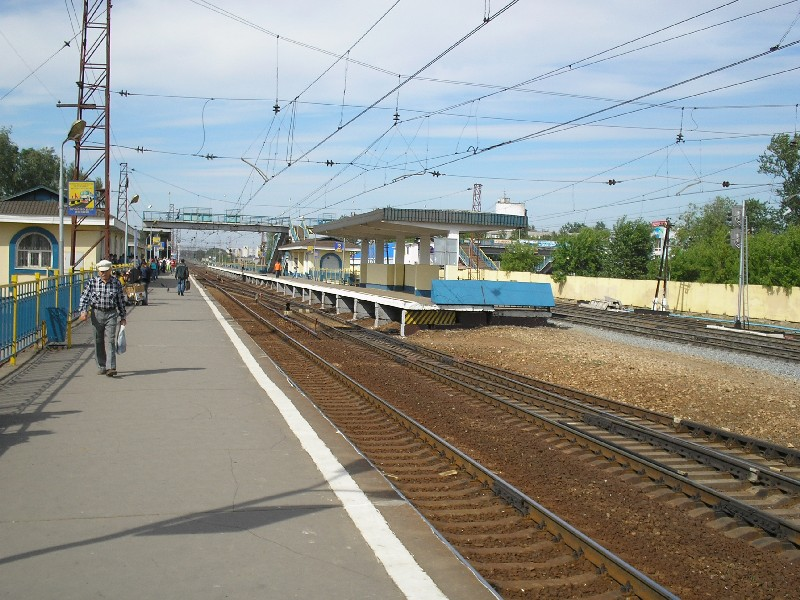
Вид на платформы до реконструкции
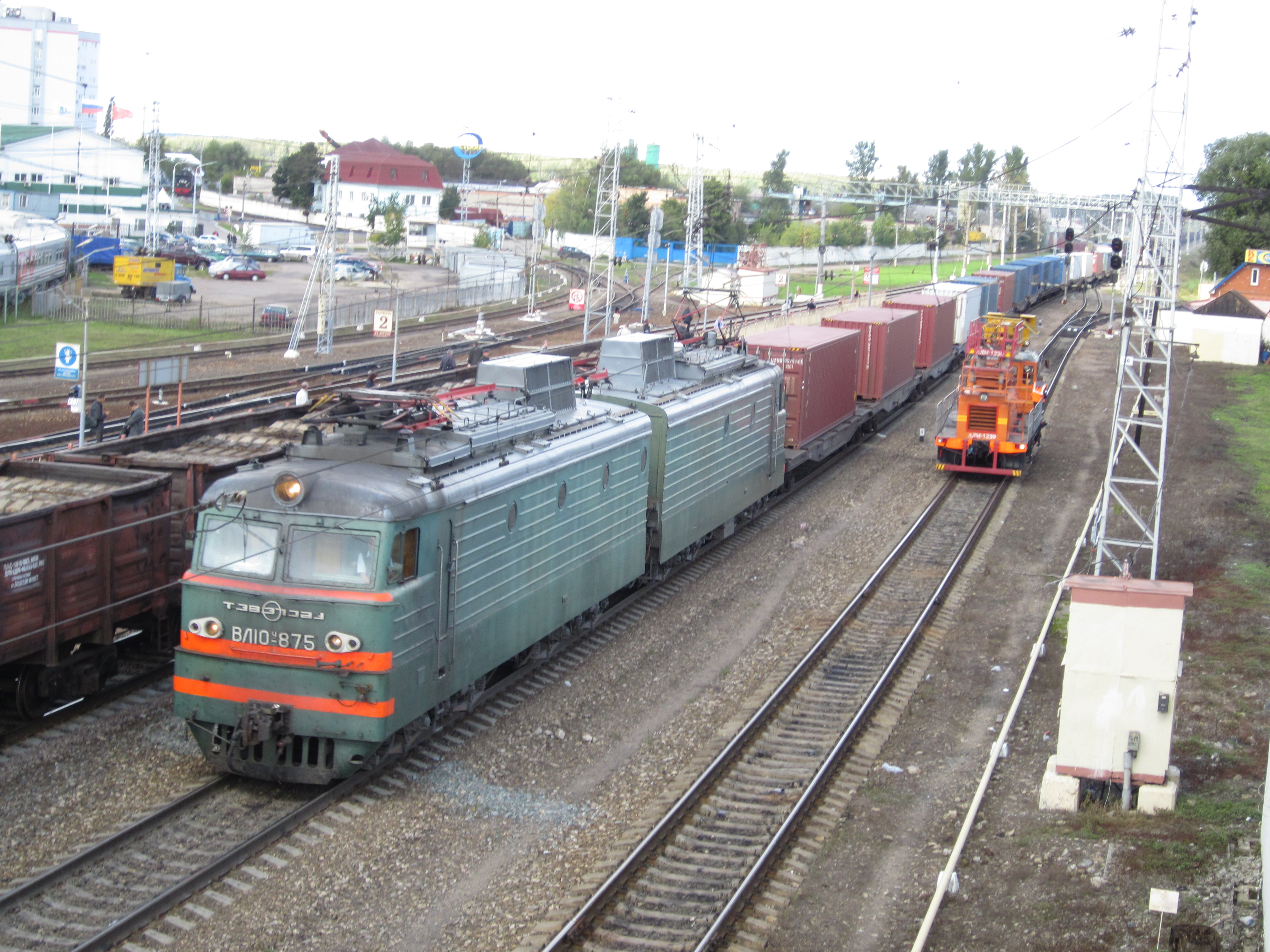
Путевое развитие в сторону Москвы. Слева — съезд на кольцо ВНИИЖТа
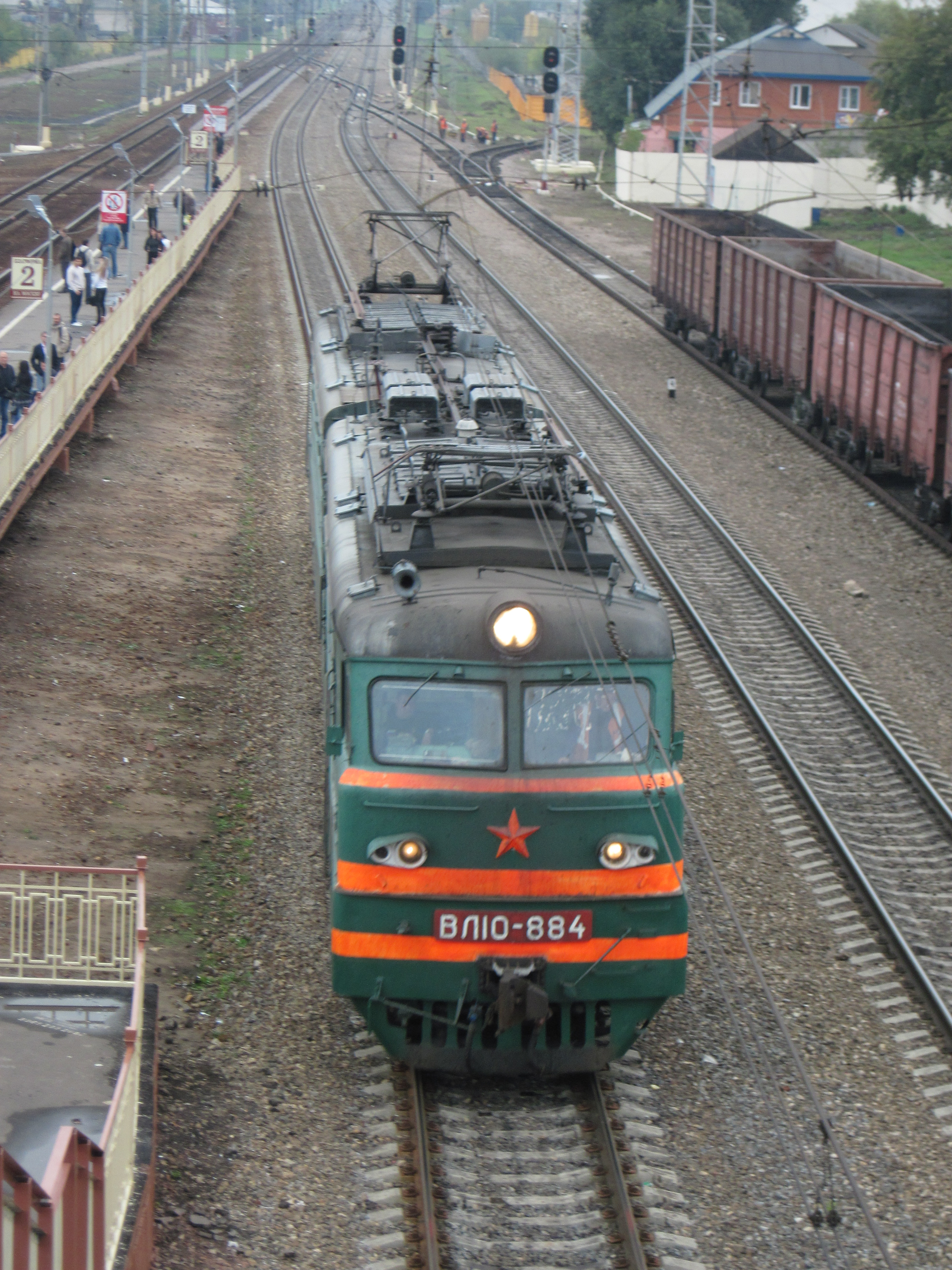
Вид с перехода в сторону Москвы на товарные пути и платформу № 2
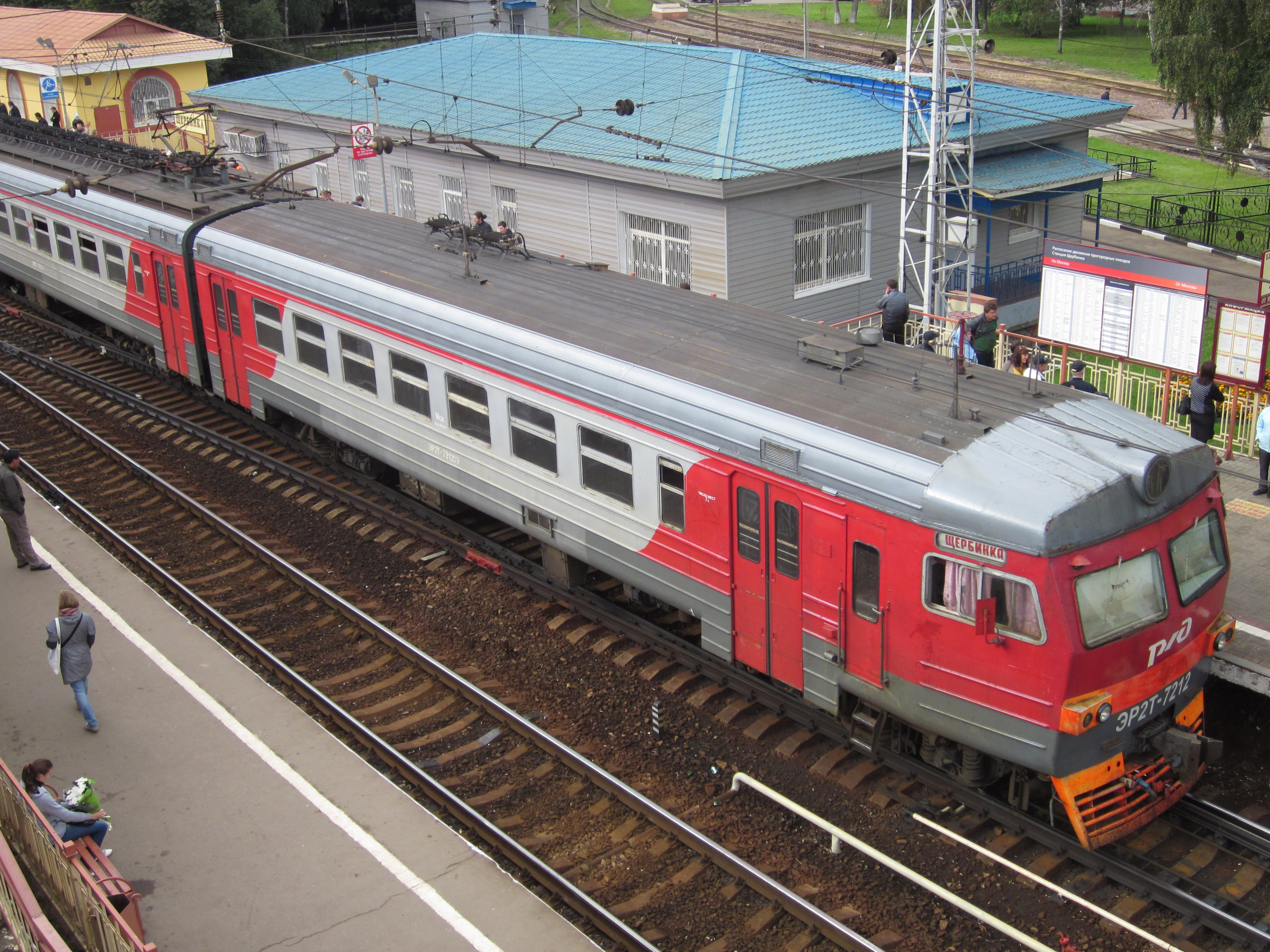
Павильон на платформе № 1 и пост ЭЦ
Павильон и билетная касса на платформе № 2 до реконструкции
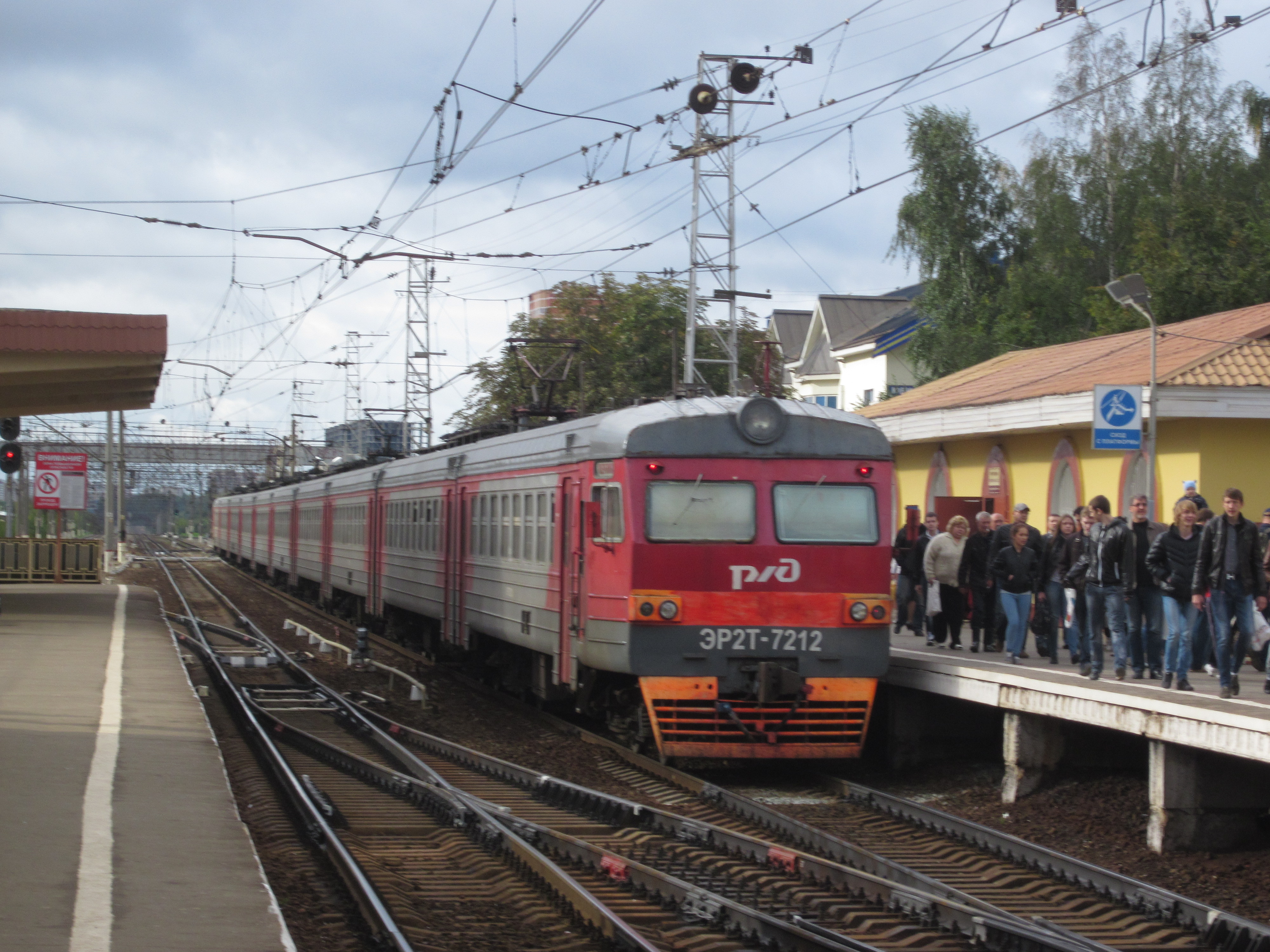
Электропоезд ЭР2Т-7212 на 1 платформе и прибывшие на нём трейнспоттеры
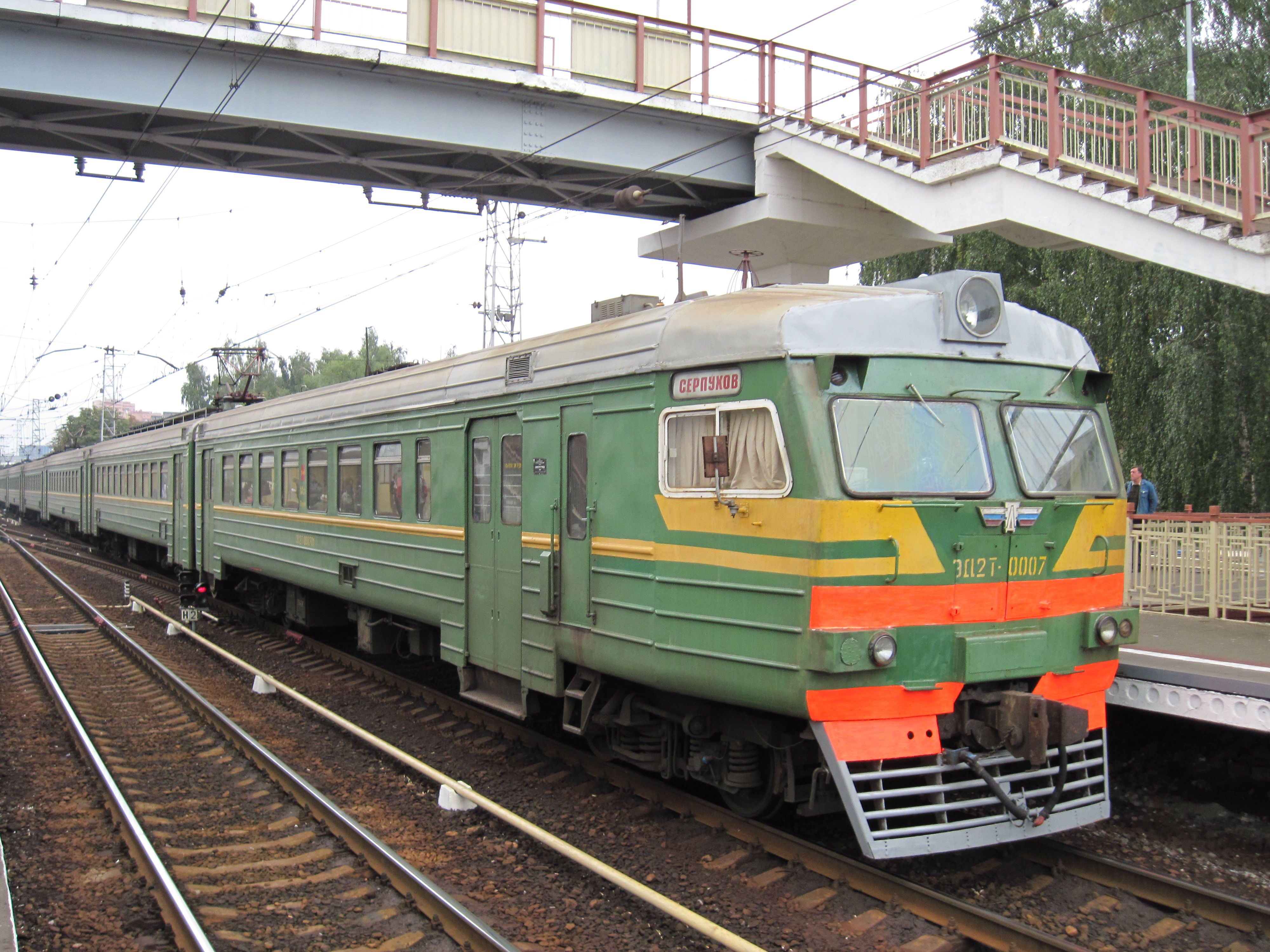
Электропоезд ЭД2Т-0007 на 1 платформе и переходной пешеходный мост

## Наземный общественный транспорт

### Городской
На этой станции можно пересесть на следующие маршруты городского пассажирского транспорта:
- Автобусы: 925, 937, 940, с949, 956, с963, 969, 969к, 978, 998

### Областной
- Автобусы: 1021, 1045